# Municipio Francisco Javier Pulgar
Francisco Javier Pulgar es un municipio del Estado Zulia, Venezuela, ubicado al sur del lago de Maracaibo. Posee una superficie de 800 km² y una población para 2020 de 41 740 habitantes. Su capital es Pueblo Nuevo-El Chivo. El municipio está dividido en 4 parroquias. Nace en 1995 con la división del antiguo Distrito Colón, ahora municipio Colón. en el 2009 fue Creada la Parroquia Agustín Codazzi separada de las parroquias Simón Rodríguez y Carlos Quevedo.
Posee una zona de bosque seco y una zona de bosque muy húmedo, predomina la actividad agrícola, sobre todo la producción y procesamiento del plátano, considerándose el municipio primer productor de plátano de Venezuela.

## Historia
En el territorio del actual municipio históricamente se asentaban tribus indígenas (aliles, onotos, buredes) de la familia de los arawacos, caracterizándose por presentar una economía típica de los pueblos ribereños del Lago de Maracaibo caracterizada por la caza, la pesca y la recolección de algunas frutas del área. Los asentamientos indígenas eran escasos y dispersos y no desarrollaron una cultura determinada. Con la llegada de los conquistadores se formó una mezcla de razas, lo cual desarrolló el sistema agroexportador de la época. En el desarrollo histórico formó parte del cantón Perijá, distrito Perijá, distrito Colón, municipio Colón y finalmente, el 22 de enero de 1995, con los nuevos cambios político-territoriales realizados por asamblea legislativa del estado Zulia , pasó a la condición de municipio autónomo Francisco Javier Pulgar.

### Francisco Javier Pulgar (1877 – 1959)
De acuerdo a una biografía realizada en 2005 por Luis Luzardo, cronista del municipio Francisco Javier Pulgar, la primera entidad productora de plátano de Venezuela, debe su epónimo a un insigne educador nacido en el municipio Colón, de donde lo que hoy es municipio Francisco Javier Pulgar.
Francisco Javier Pulgar, nació el 24 de octubre de 1877 en el caserío Las Delicias de la parroquia San Carlos del Zulia; Distrito Colón (hoy municipio Colón).
Sus padres fueron: Don Francisco Javier Pulgar Urrutia y Doña Carmen Fuenmayor de Pulgar.
Cursó estudios en el colegio Sagrado Corazón de Jesús en Maracaibo, donde se graduó de bachiller en Filosofía a los 17 años de edad. También hizo la carrera de Agrimensura, también conocida como Topografía.
Su infinito amor a la educación lo llevó desde muy joven a dedicarse a ella; antes de graduarse de bachiller, ya dictaba clases de aritmética, geometría, y analogía castellana en el colegio Sagrado Corazón de Jesús.
Enseñó en varios institutos educacionales, dentro de los cuales se destacó su labor. Fue regionalista, amante de los valores de la idiosincrasia del zuliano, y siempre buscó permanecer en su suelo natal San Carlos de Zulia, siendo uno de los que se preocupó por orientar a la población juvenil y solía decir:
«Es necesario abrir caminos para poder andar y andando, caminando, se evoluciona, se progresa». Eran los caminos de la cultura que inducían a este nombre a buscar el progreso y se afanaba en sus estudiantes para lograrlo.
Es importante destacar que Francisco Javier Pulgar estudió topografía y tal vez su “teodolito” le daba la facultad de ver de cerca lo que la educación puede lograr en el ser humano y por eso se abalanzaba por caminos del saber, para adquirir conocimientos y sin egoísmo ni menosprecio lo compartía con sus alumnos en su afanosa labor.
Como educador desempeñó los siguientes cargos:
- Profesor y subdirector del antiguo colegio Sagrado Corazón de Jesús en Maracaibo.

Fundador y director del extinto Colegio Sagrado Corazón de Jesús en San Carlos de Zulia.
Subdirector del Colegio Federal de Varones, hoy liceo Baralt.
- Director de la escuela municipal de Instrucción Primaria Superior “Severiano Rodríguez Hernández”.

Profesor de Aritmética Comercial de las Escuelas de Comercio de los Colegios San Francisco de Asís y Sucre en Maracaibo.
De sus escritos, publicó la obra:
- Nociones del Sistema Métrico Decimal y su correspondencia en nuestro sistema antiguo de medidas y el de otros países.

Fue un hombre muy respetado en la comunidad colonesa, muy participativo en el acontecer comunitario. El 28 de junio de 1892, con la construcción del ferrocarril Santa Bárbara del Zulia – El Vigía, es firmada un acta por las autoridades, vecinos y fuerzas vivas de Santa Bárbara, Los Cañitos y El Vigía, en donde son testigos del viaje inicial del tren Santa Bárbara-Estación El Vigía, hecha en el poblado de Los Cañitos. En este acto Francisco Javier Pulgar estampó su firma como testigo presencial de tan importante suceso. También fue representante del Distrito Colón en la Asamblea Legislativa del Estado Zulia.
Este hombre, de singular sencillez, siempre tenía un mensaje alentador para sus alumnos y en uno de ellos decía:
«El porvenir de todas las regiones del país, especialmente del Distrito Colón, estaba en la luz del saber primero, para luego perfilar cada cual en afán primordial de la cultura, agricultura y cría; que así asiduamente nuestro terreno, rico por naturaleza, vendría a ser rico también en todos sus órdenes materiales y morales».
Su condición de hombre recto, abnegado y bondadoso, son dotes naturales que legó a las nuevas generaciones que hoy día lo recuerdan y admiran con gran respeto. Todas esas cualidades le hicieron merecedor de ser escogido su nombre en la Asamblea Legislativa del Estado Zulia, a solicitud de varios diputados y fuerzas vivas del municipio Colón, para el recién creado municipio en la margen derecha del río Chama, que desde el 22 de enero de 1995 lleva con orgullo el nombre de Francisco Javier Pulgar.
Ya desde 1989 cuando se crearon las tres parroquias del municipio Colón, una de ellas llevaba su nombre: Parroquia Francisco Javier Pulgar sede Los Naranjos.
En esta población de Los Naranjos se construyó una plaza en su honor como recordatorio de tan importante hombre surlaguense que vivió y luchó por la educación de sus coterráneos.
Este insigne hombre muere el 5 de agosto de 1959 en la ciudad de Maracaibo, en donde reposan sus restos.

## Geografía

### Parroquias
El municipio Francisco Javier Pulgar está dividido en 4 parroquias:

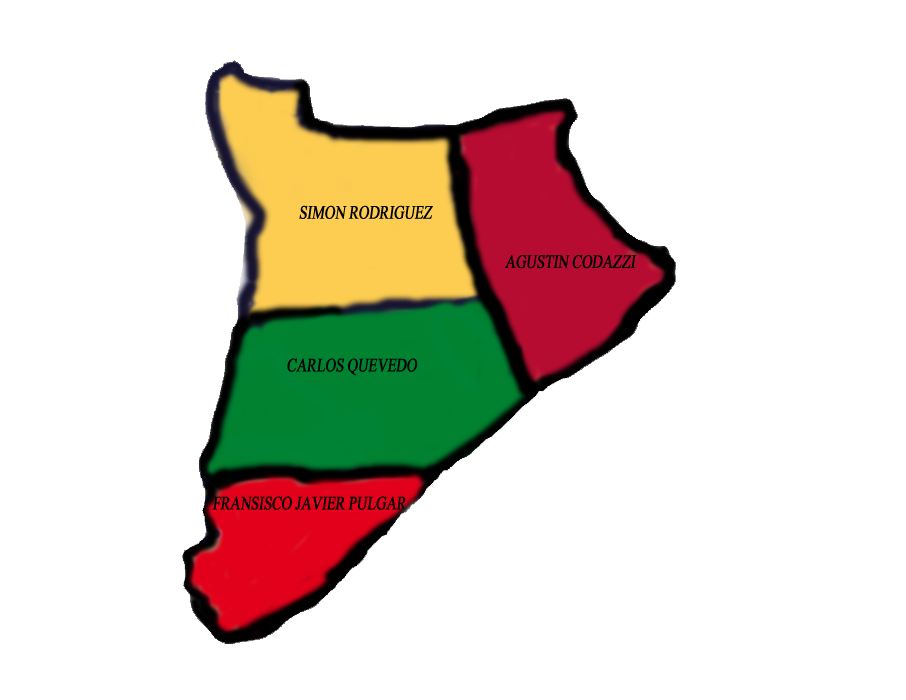
mapa con sus parroquias

- Parroquia Carlos Quevedo
- Parroquia Francisco Javier Pulgar
- Parroquia Simón Rodríguez
- Parroquia Agustín Codazzi

## Economía
Los recursos existentes y los sistemas de producción tradicionales prevalecientes en la región han orientado al municipio hacia la actividad agropecuaria, la cual constituye el sector básico de su desarrollo. Está calificado como el primer productor nacional de plátanos machos y cambur, y también destaca en la producción de maíz y yuca.
En cuanto a la producción pecuaria, esta se caracteriza por un desarrollo de tipo artesanal, con fincas y haciendas que generan rubros como ganado porcino y vacuno, así como sus derivados: leche, queso, natas, entre otros.
El sector pesquero también tiene un papel relevante en la economía del municipio, gracias a su posición geográfica y a los numerosos ríos que lo atraviesan.
Por último, aunque el proceso agroindustrial aún no se ha desarrollado de manera satisfactoria, se estima que en el futuro podría convertirse en una pieza clave para el crecimiento económico del municipio.

## Política y gobierno

### Alcaldes
| Período     | Alcalde        | Partido político / Alianza | % de votos | Notas |
| ----------- | -------------- | -------------------------- | ---------- | --- |
| 1995 - 2000 | Freddy Gómez   | AD                         | -          | Primer alcalde bajo elecciones directas (se realizaron elecciones generales adelantadas en el 2000 debido a la aprobación de la Constitución de 1999) |
| 2000 - 2004 | Freddy Gómez   | AD                         | 66,24      | Reelecto |
| 2004 - 2008 | Freddy Gómez   | AD                         | 35,99      | Reelecto |
| 2008 - 2013 | Luis Ruda      | PSUV                       | 51,37      | Segundo alcalde bajo elecciones directas (se postergan 1 año las elecciones municipales pautadas para finales del 2012)                               |
| 2013 - 2017 | Freddy Gómez   | UNT MUD                    | 50,08      | Tercer alcalde bajo elecciones directas |
| 2017 - 2021 | Luis Urbina    | PSUV                       | 43,09      | Cuarto alcalde bajo elecciones directas |
| 2021 - 2025 | Ervins Rosales | MUD                        | 48,37      | Quinto alcalde bajo elecciones directas |

### Concejo municipal
Período 2021 - 2025
| Concejales:    | Partido político / Alianza |
| -------------- | -------------------------- |
| David Martínez | MUD                        |
| Deiruma Rojas  | MUD                        |
| Yamelys Vera   | MUD                        |
| Arlen Romero   | MUD                        |
| Jarian Mora    | PSUV                       |
| Luis Mora      | PSUV                       |
| Alida González | (Representación indígena)  |